# Jonathan Kunz

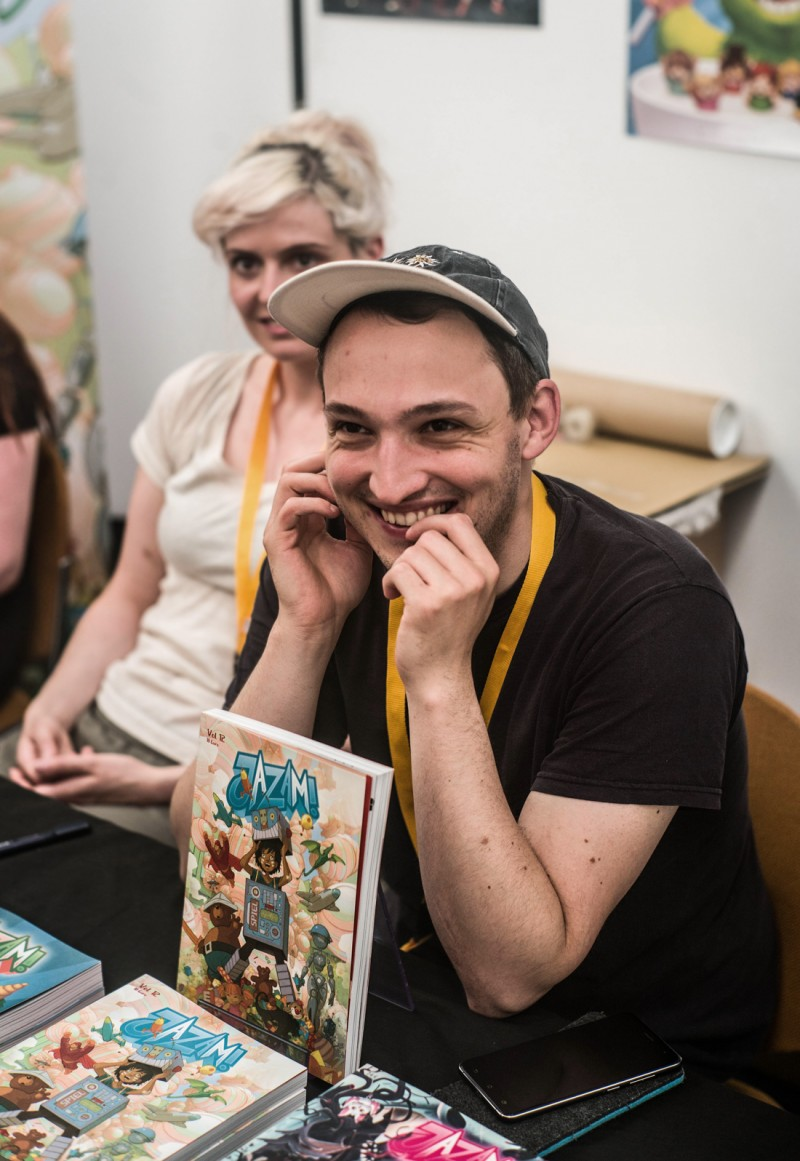
Jonathan Kunz (im Hintergrund Elizabeth Pich) (2018)

Jonathan Kunz (* 29. September 1988 in Ulm) ist ein deutscher Comicautor, Illustrator und Dozent.

## Leben
Jonathan Kunz studierte Media Art & Design an der HBKsaar u. a. bei Christina Kubisch und Ivica Maksimovic. Während dieser Zeit lernte er die Comiczeichnerin Elizabeth Pich kennen, mit der er seit 2011 den englischsprachigen Satire-Webcomic War and Peas gestaltet.
Im direkten Anschluss an sein Studium begann er 2012 als Lehrbeauftragter an der HBKsaar im Bereich Comic & Illustration zu arbeiten. Er veranstaltete von 2014 bis 2018 jährlich das Internationale Comic Symposium in Saarbrücken sowie diverse Comiclesungen in der Großregion. 2017 stellte er abstrakte Comic-Bilder in der Landeskunstausstellung Saar im Museum St. Wendel aus.
Die von ihm betreute Anthologie Paradies wurde 2018 mit dem Max-und-Moritz-Preis als beste studentische Publikation ausgezeichnet. 2021 wurde bekannt, dass er die Arbeit als Dozent an der HBKsaar beenden wird.
Im März 2020 erschien das erste Buch von War and Peas bei Andrews McMeel Publishing. Noch im selben Jahr wurde es auf Deutsch bei Panini und auf Spanisch bei RBA Libros veröffentlicht. 2021 folgte die französische Übersetzung bei FIRST. 
In dem 2022 veröffentlichten Comic Cryptid Club von Sarah Andersen wurde er als „Brainstorming Help“ genannt. Im darauffolgenden Jahr wurde das Buch für zwei Eisner Awards nominiert. 
2023 gründete er den Comicverlag Polly.

## Veröffentlichungen
- - War and Peas: Funny Comics for Dirty Lovers. Andrews McMeel Publishing, 2020, ISBN 1-5248-5407-7
  - War and Peas: Bd. 1: Von Hexen und Menschen. Panini, 2020, ISBN 3741620726
  - War and Peas: Cómics divertidos para mentes retorcidas. RBA Libros, 2020, ISBN 8491876820
  - Des Sorcières et des hommes, par War and Peas. FIRST, 2021, ISBN  978-2412067680